# Karditsa (Regionalbezirk)
Der Regionalbezirk Karditsa (griechisch Περιφερειακή Ενότητα Καρδίτσας Periferiakí Enótita Kardítsas) ist einer der fünf Regionalbezirke der griechischen Region Thessalien mit Sitz in der Stadt Karditsa. Bis zur griechischen Verwaltungsreform 2010 hatte das Gebiet um den Hauptort Karditsa dem Status einer Präfektur.
Inzwischen wurden deren Kompetenzen an die Region und die neu gefassten Gemeinden übertragen; der Regionalbezirk entsendet sieben Abgeordnete in den thessalischen Regionalrat, hat darüber hinaus jedoch keine politische Bedeutung als Gebietskörperschaft. Karditsa umfasst die Gemeinden Argithea, Karditsa, Limni Plastira, Mouzaki, Palamas und Sofades.

## Geographie
Geographisch bzw. geomorphologisch ist der Regionalbezirk zweigeteilt: Im Westen, Südwesten und Süden finden sich die östlichen Ausläufer des Pindos-Massivs, der Nordwesten, Norden, Nordosten, Osten und Südosten gehören zur hügeligen Übergang zur thessalischen Ebene. Die Westgrenze wird vom Fluss Acheloos kurz vor dessen Aufstau zum Kremasta-Stausee gebildet. Im gebirgigen Westen westsüdwestlich der Stadt Karditsa befindet sich der Plastiras-See (auch Tavropos-See genannt), welcher durch den Aufstau des Flusses Tavropos (Megdova) in den 1960er Jahren entstand. Westlich, südwestlich und südlich des Plastira-Sees befinden sich die Agrafa-Berge an der Grenze zu Evrytania. Der höchste Punkt des Regionalbezirks liegt im Westen des Plastira-Sees im vorgenannten Gebirge: der Karava (oder auch Karava Agrafon) mit einer maximalen Höhe von 2184 m. Der gesamte Westen des Gebiets ist hochgebirgig.
Im Süden laufen die Berge des Pindos-Massivs flacher aus; hier werden maximale Höhen von 1021–1447 m erreicht. Nach Osten flacht der Süden bis zum Massiv des Narthakio, welcher seine südöstliche Fortsetzung in den Massiven von Gouras und Othris hat, ab.
Die Stadt Karditsa liegt in etwa der Mitte des Gebiets Präfektur und hat in ihrem Westen die Ausläufer des Pindos-Massiv; nach Osten, Nordosten, Norden und Südosten öffnet sich nach hügeligem Übergang die thessalische Ebene.

## Verkehr
Im Gebiet von Karditsa ist der Straßenverkehr mit sehr großem Abstand der vornehmliche Verkehrsträger sowohl im privaten wie gewerblichen Individualverkehr. Auch der öffentliche Nahverkehr wird vorwiegend über Busse der KTEL abgewickelt.

### Straße
Die Nationalstraße 30 führt vom Nordwesten her kommend aus Trikala zunächst nach Karditsa, schwenkt dort in Richtung Ost-Südost ab und führt weiter über Sofades, Farsala, Neo Monastiri, Nea Anichialos nach Volos im Osten. Leistungsfähige Ost-West-Verbindungen – vor allem nach Westgriechenland und Süd-Epirus bestehen nicht. Die Straße von Karditsa nach Arta im Westen über Mavromati, Mouzaki, Oxia quer durch das Pindos-Massiv ist kurvenreich und schmal. Im Winter ist sie nicht sicher passierbar. Die Nord-Süd-Verbindungen sind durch die Nationalstraße 30 gewährleistet, allerdings ist die Straßenverbindung nach Karpenissi in Evrytania ebenfalls aufgrund ihrer sehr kurvenreichen Trasse und des Ausbauzustandes nicht leistungsfähig.
In den kommenden Jahren soll insbesondere die Nord-Süd-Verbindungen im Straßennetz durch den Bau der Autobahn 3 erheblich verbessert werden. Die Autobahn 3 wird die Autobahn 1 (Athen-Thessaloniki) bei Lamia (Griechenland) mit der Autobahn 2 zwischen Metsovo und Grevena verbinden. Die Trasse führt dabei durch die Präfektur Karditsa und durch den Ballungsraum Karditsa.

### Eisenbahn
Karditsa hat einen Verkehrsknotenpunkt des griechischen Eisenbahnnetzes in der Ortschaft Stavros. Dort kreuzt sich die Hauptachse der griechischen Eisenbahn von Thessaloniki im Norden über Lamia nach Athen im Süden mit der Eisenbahnstrecke von Volos im Osten über Farsala, Karditsa, Trikala nach Kalambaka. Die Hauptverkehrsachse wird gegenwärtig auf das Niveau von Hochgeschwindigkeitszügen ausgebaut, wobei die Passage der westlichen Flanke der Othris-Berge weiterhin aus einem regelrechten Passanstieg besteht. Hier soll eine Untertunnelung von Domokos nach Lianokladi Abhilfe schaffen: die Finanzierung dieses Großtunnels ist aber gegenwärtig nicht klar.

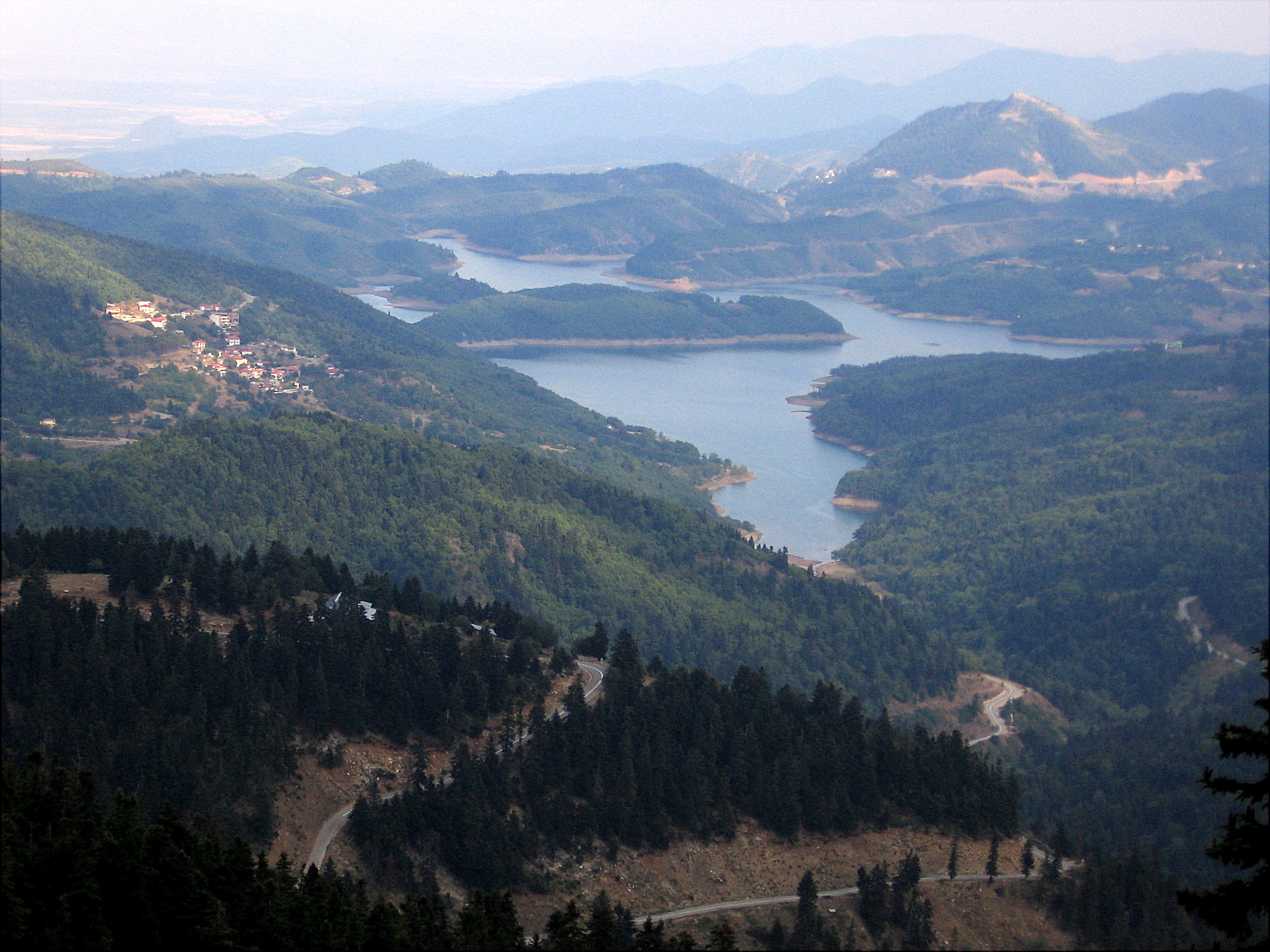
Blick auf den Plastiras-See im Osten des Regionalbezirks
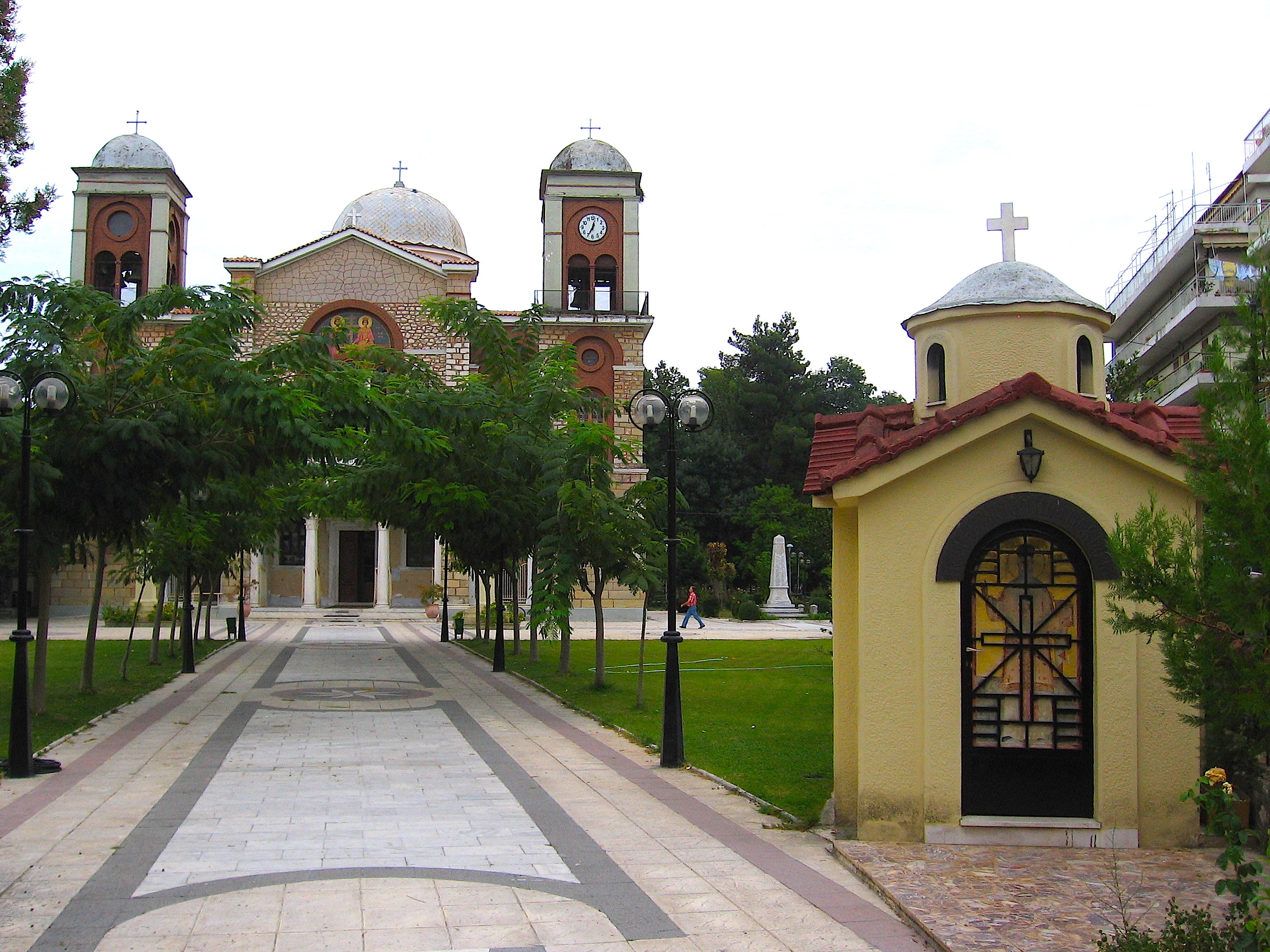
Eine Kirche in der Stadt Karditsa